# Anapurna
Anapurna (sanskrt, nepalščina, Newar: न्नपूर्णा) je masiv v Himalaji v severno-centralnem Nepalu, ki vključuje enega od vrhov nad 8000 metrov, trinajst vrhov nad 7000 metrov in šestnajst več kot 6000 metrov. Masiv je dolg 55 kilometrov, omejen pa je s sotesko Kali Gandaki na zahodu, reko Marshyangdi na severu in vzhodu ter dolino Pokhara na jugu. Na zahodnem koncu masiv obdaja visoka kotlina, imenovana Anapurnino svetišče. Anapurna I je deseta najvišja gora na svetu z 8091 metri nadmorske višine, leta 1950 pa je Maurice Herzog vodil francosko odpravo na njen vrh, tako da je bil prvi osemtisočak, na katerega so se povzpeli.
Celoten masiv in okoliško območje sta zaščitena na območju 7629 kvadratnih kilometrov kot Narodni park Anapurna, prvega in največjega zaščitenega območja v Nepalu. Zaščiteno območje Anapurna je dom številnih svetovno znanih pohodov, vključno z Annapurnim svetiščem in krožno potjo okoli Anapurn.
Zgodovinsko gledano so vrhovi Anapurne med najnevarnejšimi gorami na svetu, čeprav v novejši zgodovini uporabljajo samo številke od leta 1990 in pozneje, Kangčendzenga ima višjo stopnjo smrtnosti. Do marca 2012 je bilo 191 vzponov na vrh Anapurne I in 61 smrtnih žrtev na gori. To razmerje smrtnosti (32%) je najvišje od vseh osemtisočakov. Še posebej velja, da nekateri vzpon po južni steni obravnavajo kot najtežji vzpon. V mesecu oktobru 2014 je bilo najmanj 30 ljudi ubitih zaradi snežnih viharjev in snežnih plazov na in okoli Anapurne, v najhujši nesreči v Nepalu.

## Etimologija
Gora je poimenovana po Annapurni, hindujski boginji hrane in prehrane, ki naj bi tam prebivala. Ime Annapurna izhaja iz besed iz sanskrtskega jezika purna ('napolnjena') in anna ('hrana') in se lahko prevede kot 'večna hrana'. Mnogo potokov, ki se spuščajo s pobočij masiva Anapurna, zagotavlja vodo za polja in pašnike na nižjih nadmorskih višinah. 

## Geografija
V masivu Anapurna je šest vidnih vrhov nad 7200 m nadmorske višine:
| Anapurna I (glavni vrh) | 8091 m | 10-ti; reltivna višina =2984 m | 28°35′42″N 83°49′08″E / 28.595°N 83.819°E |
| Anapurna II             | 7937 m | 16-ti; reltivna višina =2437 m | 28°32′20″N 84°08′13″E / 28.539°N 84.137°E |
| An8apurna III           | 7555 m | 42-ti; reltivna višina =703 m  | 28°35′06″N 84°00′00″E / 28.585°N 84.000°E |
| Anapurna IV             | 7525 m |                                | 28°32′20″N 84°05′13″E / 28.539°N 84.087°E |
| Gangapurna              | 7455 m | 59-ti; reltivna višina =563 m  | 28°36′22″N 83°57′54″E / 28.606°N 83.965°E |
| Anapurna jug            | 7219 m | 101-vi; reltivna višina =775 m | 28°31′05″N 83°48′22″E / 28.518°N 83.806°E |

Manj vidni in drugi vrhovi v masivu Anapurna so:
- Anapurna I central 8051 m
- Anapurna I vzhod 8010 m
- Anapurna Fang 7647 m
- Khangsar Kang 7485 m
- Tarke Kang 7202 m
- Vrh Lachenal 7140 m
- Tilicho vrh 7135 m
- Nilgiri Himal sever: 7061 m, Centralni 6940 m in Južni 6839 m
- Mačapučara 6993 m
- Hiunchuli 6441 m
- Gandharba Chuli 6248 m

## Plezalske odprave

### Anapurna I
Anapurna I je bil prvi osemtisočak, ki naj bi bil preplezan. Maurice Herzog in Louis Lachenal iz francoske odprave Annapurna pod vodstvom Herzoga (vključno z Lionelom Terrayjem, Gastonom Rébuffatom, Marcelom Ichacom, Jeanom Couzyjem, Marcelom Schatzom, Jacquesom Oudotom, Francisom de Noyelleom) so dosegli vrh 3. junija 1950. Ichac je posnel dokumentarec o ekspediciji, imenovani Victoire sur l'Annapurna. Njihov vrh je bil tri leta najvišji dosežen vrh, do prvega uspešnega vzpona na Mount Everest (čeprav so bile višje točke brez vrha - vsaj 8500 metrov) - dosežene že na Everestu v 1920-ih).
Južno steno Anapurne so leta 1970 prvič preplezali Don Whillans in Dougal Haston z dodatnim kisikom, člani britanske ekspedicije, ki jo je vodil Chris Bonington, vključno z alpinistom Ianom Cloughom, ki ga je med spustom ubil padajoči serak. Vendar pa so jih prehiteli v nekaj dneh, ko je britansko vojaško ekspedicijo vodil polkovnik Henry Day.
Leta 1978 je ameriška ženska himalajska ekspedicija, ki jo je vodila Arlene Blum, postala prva ekipa Združenih držav Amerike, ki se je povzpela na Anapurno I. Prva ekipa, ki so jo sestavljali Vera Komarkova in Irene Miller, ter Sherpas Mingma Tsering in Chewang Ringjing, so dosegli na vrh ob 15:30 15. oktobra 1978. Druga skupina na vrhu, Alison Chadwick-Onyszkiewicz in Vera Watson, sta umrli med tem vzponom.
Leta 1981 je poljska ekspedicija Zakopane Alpine Club postavila novo smer v Anapurne I central (8051 m). Maciej Berbeka in Bogusław Probulski sta dosegla vrh 23. maja 1981. Pot, imenovana Zakopiańczyków Way, je bila leta 1981 priznana kot najboljši dosežek himalajske sezone.
3. februarja 1987 so poljski plezalci Jerzy Kukuczka in Artur Hajzer opravili prvi zimski vzpon na Anapurno I. 
Prvi samostojni vzpon po južni steni je oktobra 2007 naredil slovenski plezalec Tomaž Humar,  povzpel se je na Roc Noir in nato na Anapurno vzhod (8047 m).
Švicarski plezalec Ueli Steck je 8. in 9. oktobra 2013 na glavnem in najvišjem delu stene izpeljal smer imenovano eden najbolj impresivnih himalajskih vzponov v zgodovini , ko je Steck rabil 28 ur, da je iz baznega tabora dosegel vrh in se vrnil v tabor. 

#### Stopnja smrtnosti
Anapurna I ima največje število smrtnih žrtev od vseh 14 osemtisočakov: od marca 2012 je bilo med vzponi 52 umrlih na 191 uspešnih vzponih in devet smrtnih žrtev ob spustu. Razmerje 34 smrtnih primerov na 100 varnih vrnitev na Anapurno I sledijo z 29 na K2 in 21 za Nanga Parbat. Plezalci, ki so se smrtno ponesrečili na vrhu so Britanec Ian Clough leta 1970 in Alex MacIntyre leta 1982, Francoz Pierre Béghin leta 1992, kazahstansko ruski Anatoli Boukreev leta 1997, Španec Iñaki Ochoa leta 2008 , in Korejec Park Young-seok, izgubljen leta 2011 .

### Drugi vrhovi
Na Gangapurno so se prvič vzpeli leta 1965 z nemško ekspedicijo, ki jo je vodil Günther Hauser, preko East Ridgea. Na vrhu je bilo 11 članov ekspedicije.
Anapurna jug (znana tudi kot Anapurna Dakshin ali Moditse) je bila prvič osvojena leta 1964 z japonsko odpravo preko severnega grebena. Na vrhu sta bila S. Uyeo in Mingma Tsering.
Hiunchuli (6441 m) je satelitski vrh, ki se razteza vzhodno od južne Anapurne. Hiunchuli je bil prvič osvojen leta 1971 z odpravo, ki jo je vodil prostovoljec ameriškega mirovnega korpusa Craig Anderson.
Mount Machapuchare (6993 m), poimenovan ('ribji rep') po podobnosti z ribjim repom, je še en pomemben vrh, čeprav mu le malo manjka za oznako 7000 metrov. Mount Machapuchare in Hiunchuli sta vidna vidna iz doline Pokhara. Ta vrhova sta 'vrata' do Anapurninega svetišča, ki vodi do južne stene Anapurne I. Na Mount svetišča sta se povzpela leta 1957 (razen zadnjih 50 metrov zaradi njegove lokalno verske svetosti) Wilfrid Noyce in A. D. M. Cox. Od takrat je bil nedostopen.

## Treking
Zavarovano območje Anapurna (7629 km²) je dobro znano pohodniško območje. V regiji Anapurna so tri glavne poti za treking: Jomson Trek do Jomsoma in Muktinatha (vse bolj moten zaradi projekta gradnje cest); pot Annapurna Sanctuary do baznega tabora Anapurna; in Annapurna Circuit – krog okoli Anapurne, ki obkroža sam masiv Anapurna in vključuje pot Jomsom. Mesto Pokhara po navadi služi kot izhodišče za ta treking in je tudi dober začetek za druge krajše trekinge od enega do štiri dni, kot so poti do Ghorepani ali Ghandruk.
Okrožje Mustang, nekdanje kraljestvo, ki meji na Tibet, je tudi geografsko del regije Anapurna, vendar so za treking v zgornji Mustang veljale posebne omejitve. Mustang je vse bolj priljubljen tudi za gorsko kolesarjenje zaradi gradnje cest, ki jih je sprejela nepalska vlada v regiji.
Približno dve tretjini vseh popotnikov v Nepalu obišče območje Anapurne. Območje je lahko dostopno, gostišča v hribih so bogata in trekingi ponujajo neverjetno raznoliko pokrajino z visokimi gorami in nižinskimi vasmi. Ker je celotno območje naseljeno, treking v regiji ponuja edinstveno kulturno izpostavljenost in izkušnje. Pohodniki morajo kupiti posebno dovoljenje za treking pri Nepalskem uradu za priseljevanje, pri čemer dovoljenje običajno velja deset dni. 

### Nesreča 2014
Oktobra 2014 je bilo vsaj 43 ljudi ubitih, okoli 175 pa jih je bilo ranjenih zaradi snežnih neviht in plazov na in okoli Anapurne, vključno s pohodniki iz Nepala, Izraela, Kanade, Indije, Slovaške in Poljske. Med 10 in 50 oseb je verjetno pogrešanih. 
Oblasti so bile kritizirane, ker niso dovolj opozorile na slabe vremenske razmere. Do 18. oktobra je bilo po poročanju rešenih 289 ljudi. Uradnik nepalskega ministrstva za turizem je 18. oktobra povedal, da helikopterji iščejo preživele in trupla v zasneženih območjih do 5790 metrov in da so poskušali doseči 22 pohodnikov, nasedlih v Thorong La. Incident je, pravijo, najhujša nepalska trekinška katastrofa. 

## Galerija
- Masiv Annapurne iz Poon Hilla
- Južna stran Anapurne jug
- Južna stran Anapurne jug
- Južna stran Anapurne jug: Anapurna I (8091 m) vidna kot zaobljen vrh levo od središča.
- Južna stran Anapurne jug
- Južna stran Anapurne jug
- Jutranji pogled na južno stran Anapurne I iz baznega tabora Annapurna
- Bragha, Anapurna II
- Južna stran Anapurne
- Polja prosa v regiji Anapurna igrajo pomembno vlogo v lokalnem kmetijstvu.
- Dolina Marsyangdi
- Panoramski pogled na Anapurno jug in Anapurno I iz baznega tabora.

## Druga literatura
- Herzog, Maurice (1952). Annapurna. Jonathan Cape.
- Neate, Jill. High Asia: An Illustrated History of the 7000 Metre Peaks. Mountaineers Books. ISBN 0-89886-238-8.
- Ohmori, Koichiro (1998). Over the Himalaya. Cloudcap Press. ISBN 0-938567-37-3.
- Terray, Lionel (1963). Conquistadors of the Useless. Victor Gollancz Ltd. ISBN 0-89886-778-9. Chapter 7.